# Martin Ødegaard
Martin Ødegaard (Drammen, 1998. december 17. –) norvég válogatott labdarúgó, az angol Arsenal játékosa.
2014. április 13-án debütált a norvég első osztályban a Strømsgodset színeiben, amivel ő lett a bajnokság legfiatalabb debütálója, valamint a legfiatalabb gólszerző is május 16-tól. 2014. augusztus 27-én 15 évesen és 253 naposan debütált a norvég labdarúgó-válogatottban az egyesült arab emírségekbeli labdarúgó-válogatott ellen, amivel a legfiatalabb válogatott játékos lett. Október 13-án a legfiatalabb labdarúgó lett aki pályára lépett az Európa-bajnokság selejtezőjében.

## Pályafutása

### Klubcsapatokban

#### Strømsgodset IF
A Strømsgodset korosztályos csapataiban nevelkedett egészen 2014-ig. Szerepelt próbajátékon a Bayern München és a Manchester United csapatánál. 2014 januárjában megállapodás született arról, hogy az első csapat játékosa lesz, de nem került sor végül szerződéskötésre. A szerződésben szerepelt volna, hogy heti két alkalommal a Mjøndalen csapatánál edz édesapja, Hans Erik Ødegaard irányítása alatt.
2014. április 13-án debütált az első csapatban az Aalesunds FK ellen hazai pályán a Marienlyst Stadionban csereként és ezzel ő lett a legfiatalabb labdarúgó aki pályára lépett a norvég első osztályban. 2014. május 5-én aláírta a klubbal az első profi szerződését. Május 16-án megszerezte a Sarpsborg 08 csapata ellen az első gólját, amivel a legfiatalabb gólszerző lett a bajnokságban. Július 16-án a bajnokok-ligája selejtezőjében a Steaua Bucureşti ellen debütált, a 85. percben Lars Christopher Vilsvik cseréjeként.
Július 26-án a Sandnes Ulf ellen idegenben 3-1-re megnyert mérkőzésen gólt és gólpasszt jegyzett. A mérkőzést követően a médiában felvetődött, hogy szerepeljen a válogatottban. Augusztus 15-én az IK Start ellen két gólpassz fűződött a neve mellé a 3-2-re megnyert bajnoki mérkőzésen. Október 19-én megszerezte a Lillestrøm SK ellen pályafutása első dupláját.

#### Real Madrid CF
2015. január 21-én a Real Madrid megvásárolta Ødegaardot.
Spanyol média szerint 3.000.000 €-ért, és norvég média szerint 35 millió korona, az az kb 4.000.000 €-ért vásárolták meg a Strømsgodset csapatától.
A Real Madrid bejelentette, hogy először a B csapatban fog szerepet kapni, Zinédine Zidane vezetése alatt, és később pedig a nagy csapatban is szerepet kaphat.
Benevezték a Bajnokok Ligában és a 21-es mezszám lett az övé.
A Castillában először február 4-én egy 3–3-as barátságos mérkőzésen debütált a Beijing Guoan F.C. ellen.
Február 28-án debütált a spanyol bajnokságban az Athletic Bilbao B elleni 2–2-es mérkőzésen az utolsó 20 percben játéklehetőséget kapott.
2015. február 21-én Segunda Division B-ben megszerezte első gólját a Barakaldo CF csapata ellen 4–0-s sikerrel.
2015. április 29-én lehetőséget kapott a nagycsapatban az UD Almería ellen, de a vezetőedző Carlo Ancelotti nem cserélte be.
2015. május 23-án a 2014–15-ös szezon utolsó mérkőzésén a Getafe CF ellen, újra a cserék között kapott lehetőséget, a csapat másodedzője Fernando Hierro az 58. percben a háromszoros aranylabdás Cristiano Ronaldo helyett cserélte be Ødegaardot, így ő lett a csapat legfiatalabb játékosa. 16 évesen és 157 naposan.

#### Kölcsönben töltött évek
2017. január 10-én a több játéklehetőség reményében a spanyol csapat kölcsönadta Ødegaardot a holland bajnokságban szereplő SC Heerenveen. Kölcsönszerződése 2018 nyaráig szólt. Négy nappal később debütált az Eredivisie-ben az ADO Den Haag elleni 2–0-s hazai győzelem során, a mérkőzés utolsó perceiben Arbër Zeneli helyére csereként beállva. A találkozót követően a Fox Sportsnak tett nyilatkozatában arról beszélt, mennyire jól érzi magát új környezetében. A kezdetekben teljesítményével adós maradt a holland csapatnál, első hét bajnokiján mindössze egy gólpasszt jegyzett, a későbbiekben emiatt Jurgen Streppel vezetőedző többször is csak a cserék közé nevezte. Május 18-án, a bajnokság play-off körében szerezte első gólját az FC Utrecht elleni mérkőzésen.
2018 nyarán Ødegaard visszatért a Real Madridhoz, és három mérkőzésen pályára lépett a nyári felkészülés alatt a 2018-as Nemzetközi Bajnokok Kupája sorozatban. Augusztus 19-én a 2018–2019-es szezonra a Vitesse csapatához került kölcsönbe.
A 2019–2020-as szezonra a spanyol élvonalbeli Real Sociedad vette kölcsön.

#### Arsenal
2021. január 27-én az Arsenal vette kölcsön a szezon végéig. Három nappal később, a Manchester United elleni mérkőzésen debütált a Premier League-ben. Február 14-én először volt a londoni csapat kezdő tizenegyének a tagja a Leeds United elleni hazai 4–2-es győzelem során. Négy nappal később az Európa-ligában is kezdett a Benfica elleni mérkőzésen.
Március 11-én, a görög Olympiakosz ellen megszerezte első gólját a csapatban, az Arsenal pedig 3–1-es győzelmet aratott. Találatát a csapat szurkolói később a hónap legszebb góljának választották. Március 14-én a Tottenham Hotspur ellen megszerezte első Premier League-gólját is, az Arsenal pedig 2-1-re legyőzte városi riválisát. Március hónapban a klub szurkolói hónap játékosának választották.
2021. augusztus 20-án az Arsenal bejelentette, hogy végleg megvásárolta Ødegaard játékjogát a Real Madridtól, mintegy 35 millió euró ellenében. A norvég játékos négyéves szerződést írt alá.

## Statisztika
2023. május 28. szerint.
| Klub                       | Szezon         | Bajnokság          | Bajnokság | Bajnokság | Kupa  | Kupa  | Ligakupa | Ligakupa | Nemzetközi | Nemzetközi | Egyéb | Egyéb | Összesen | Összesen |
| Klub                       | Szezon         | Bajnokság          | Mérk.     | Gólok     | Mérk. | Gólok | Mérk.    | Gólok    | Mérk.      | Gólok      | Mérk. | Gólok | Mérk.    | Gólok    |
| -------------------------- | -------------- | ------------------ | --------- | --------- | ----- | ----- | -------- | -------- | ---------- | ---------- | ----- | ----- | -------- | -------- |
| Strømsgodset               | 2014           | Tippeligaen        | 23        | 5         | 1     | 0     | —        | —        | 1          | 0          | —     | —     | 25       | 5        |
| Real Madrid Castilla       | 2014–15        | Segunda División B | 11        | 1         | —     | —     | —        | —        | —          | —          | —     | —     | 11       | 1        |
| Real Madrid Castilla       | 2015–16        | Segunda División B | 34        | 1         | —     | —     | —        | —        | —          | —          | 4     | 0     | 38       | 1        |
| Real Madrid Castilla       | 2016–17        | Segunda División B | 13        | 3         | —     | —     | —        | —        | —          | —          | —     | —     | 13       | 3        |
| Real Madrid Castilla       | Összesen       | Összesen           | 58        | 5         | 0     | 0     | 0        | 0        | 0          | 0          | 4     | 0     | 62       | 5        |
| Real Madrid                | 2014–15        | La Liga            | 1         | 0         | 0     | 0     | —        | —        | 0          | 0          | 0     | 0     | 1        | 0        |
| Real Madrid                | 2015–16        | La Liga            | 0         | 0         | 0     | 0     | —        | —        | 0          | 0          | —     | —     | 0        | 0        |
| Real Madrid                | 2016–17        | La Liga            | 0         | 0         | 1     | 0     | —        | —        | 0          | 0          | 0     | 0     | 1        | 0        |
| Real Madrid                | 2020–21        | La Liga            | 7         | 0         | 0     | 0     | —        | —        | 2          | 0          | 0     | 0     | 9        | 0        |
| Real Madrid                | 2021–22        | La Liga            | 0         | 0         | 0     | 0     | —        | —        | 0          | 0          | 0     | 0     | 0        | 0        |
| Real Madrid                | Összesen       | Összesen           | 8         | 0         | 1     | 0     | 0        | 0        | 2          | 0          | 0     | 0     | 11       | 0        |
| SC Heerenveen (kölcsönben) | 2016–17        | Eredivisie         | 14        | 1         | 1     | 0     | —        | —        | —          | —          | 2     | 1     | 17       | 2        |
| SC Heerenveen (kölcsönben) | 2017–18        | Eredivisie         | 24        | 2         | 2     | 0     | —        | —        | —          | —          | 0     | 0     | 26       | 2        |
| SC Heerenveen (kölcsönben) | Összesen       | Összesen           | 38        | 3         | 3     | 0     | 0        | 0        | 0          | 0          | 2     | 1     | 43       | 4        |
| Vitesse (kölcsönben)       | 2018–19        | Eredivisie         | 31        | 8         | 4     | 2     | —        | —        | —          | —          | 4     | 1     | 39       | 11       |
| Real Sociedad (kölcsönben) | 2019–20        | La Liga            | 31        | 4         | 5     | 3     | —        | —        | —          | —          | —     | —     | 36       | 7        |
| Arsenal (kölcsönben)       | 2020–21        | Premier League     | 14        | 1         | —     | —     | —        | —        | 6          | 1          | —     | —     | 20       | 2        |
| Arsenal                    | 2021–22        | Premier League     | 36        | 7         | 1     | 0     | 3        | 0        | —          | —          | —     | —     | 40       | 7        |
| Arsenal                    | 2022–23        | Premier League     | 37        | 15        | 1     | 0     | 0        | 0        | 7          | 0          | —     | —     | 45       | 15       |
| Arsenal                    | Összesen       | Összesen           | 87        | 23        | 2     | 0     | 3        | 0        | 13         | 1          | 0     | 0     | 105      | 24       |
| Teljes karrier             | Teljes karrier | Teljes karrier     | 276       | 48        | 16    | 5     | 3        | 0        | 16         | 1          | 10    | 1     | 321      | 55       |

### Válogatott
2023. június 20. szerint.
| 2014     | 3  | 0 |
| 2015     | 5  | 0 |
| 2016     | 1  | 0 |
| 2017     | 1  | 0 |
| 2018     | 4  | 0 |
| 2019     | 8  | 1 |
| 2020     | 3  | 0 |
| 2021     | 12 | 0 |
| 2022     | 10 | 1 |
| 2023     | 4  | 0 |
| Összesen | 51 | 2 |

### Góljai a válogatottban
| # | Dátum             | Helyszín                         | Ellenfél  | Gól | Végeredmény | Verseny              |
| - | ----------------- | -------------------------------- | --------- | --- | ----------- | -------------------- |
| 1 | 2019. június 7.   | Ullevaal Stadion, Oslo, Norvégia | Románia   | 2–0 | 2–2         | 2020-as EB-selejtező |
| 2 | 2022. március 25. | Ullevaal Stadion, Oslo, Norvégia | Szlovákia | 2–0 | 2–0         | Barátságos mérkőzés  |

## Sikerei, díjai

### Egyéni
- Eliteserien [33]- Az Év Norvég fiatal játékosa: 2014[34]
- Idrettsgallaen: 2014
- Eredivisie – a hónap játékosa: 2019 április
- Eredivisie – a hónap felfedezettje: 2019 május
- Eredivisie – az év csapata: 2018–19
- La Liga – A hónap játékosa: 2019 szeptember[35]
- Gullballen: 2019[36]

## Magánélete
Édesapja az norvég labdarúgó Hans Erik Ødegaard, aki szerepelt a Strømsgodset és a Sandefjord Fotball csapatánál, jelenleg a Real Madrid ifjúsági edzője. Martin kedvenc labdarúgója az FC Barcelona aranylabdás argentin válogatott játékosa, Lionel Messi és nagy rajongója a Liverpool FC csapatának. Keresztény családban nőtt fel és mélyen vallásos.